# Фростерус-Солтин, Александра
Александра Теодора Фростерус-Солтин (швед. Alexandra Theodora Frosterus-Såltin; 6 декабря 1837 года, Инкоо — 29 февраля 1916 года, Вааса) — финская художница, наиболее известная своими алтарными картинами. Расписала около 50 алтарей, а также делала иллюстрации.

## Биография
Александра родилась в семье профессора богословия Бенджамина Фростеруса и Вильгельмины Софии Фростерус (Гадолин). В 1868 году Александра вышла замуж за врача Фредрика Виктора Солтина (1833—1873) из Теналы. У пары было трое детей.
В 1852—1857 гг. Фростерус-Солтин училась в рисовальной школе Турку. После в 1857—1858 гг. изучала искусство под руководством Роберта Вильгельма Экмана, затем в 1858—1862 гг. под руководством Отто Менгельберга в Дюссельдорфе. Её дебютная выставка состоялась в 1858 году. Первый алтарь, написанный Фростерус-Солтин, находится в церкви Торнява в Сейняйоки.

## Работы

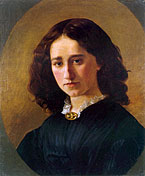
Портрет Матильды Бонневи, 1861
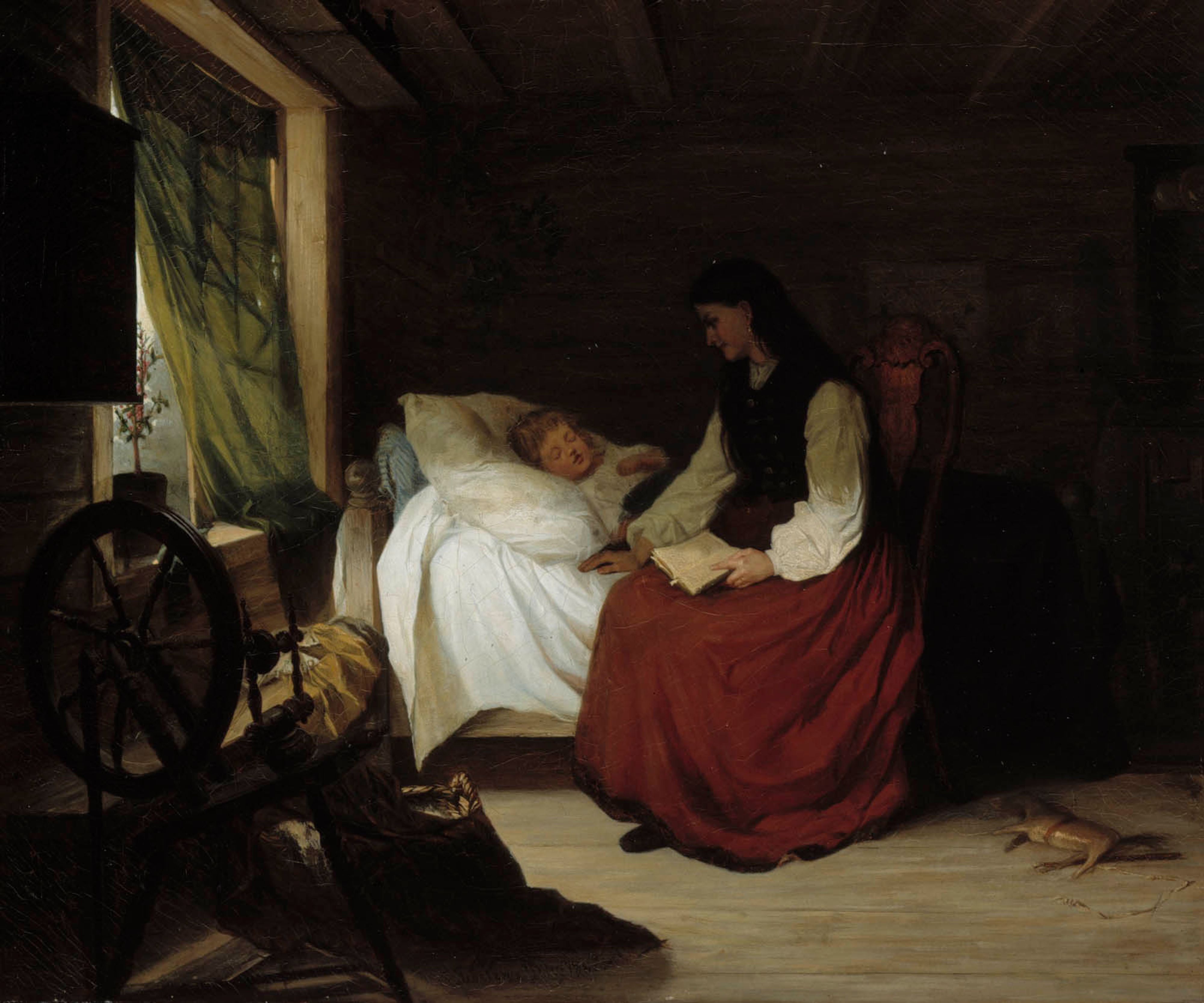
Мать с её спящим ребёнком, Финская национальная галерея, 1862
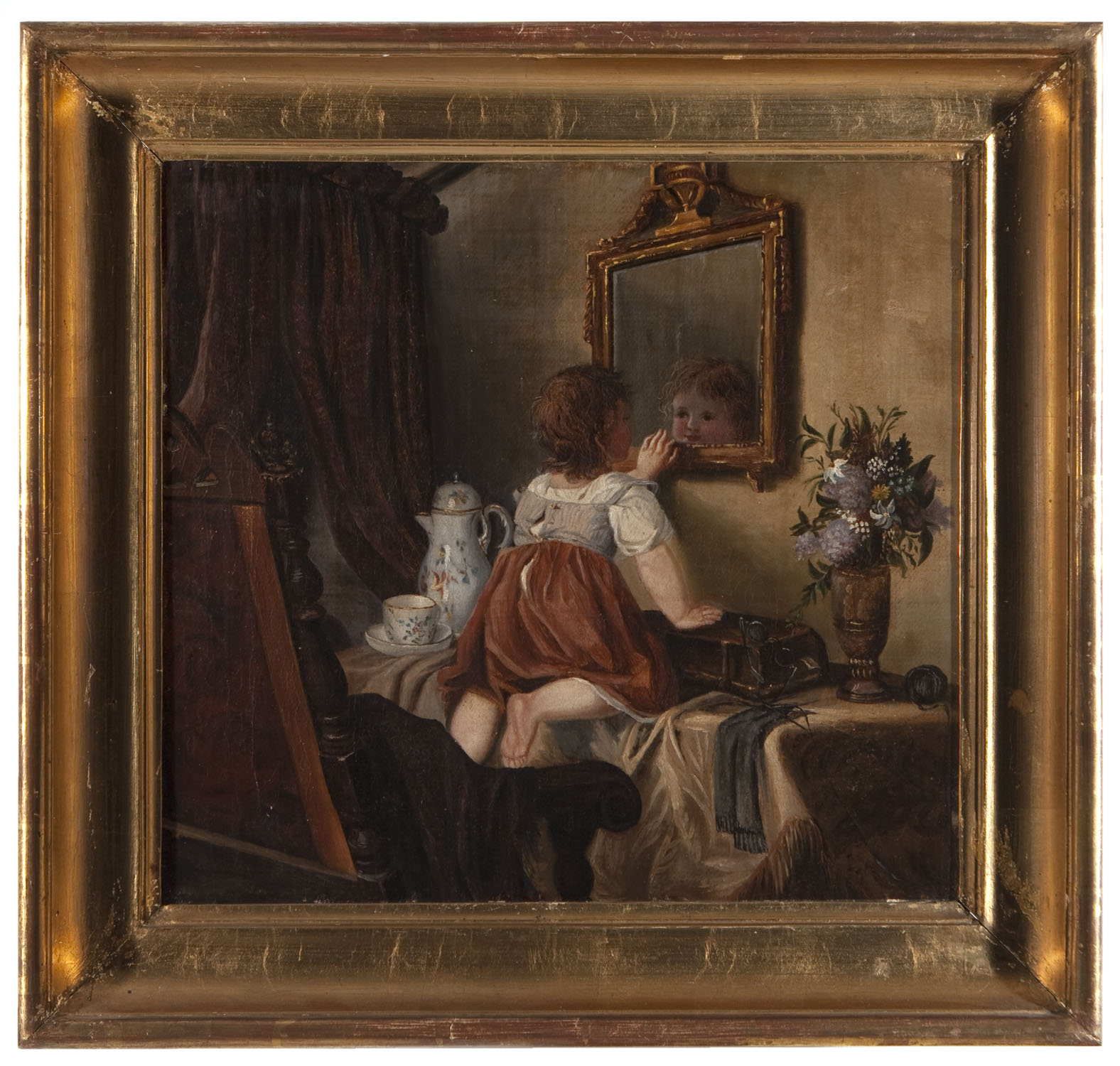
Ребёнок с зеркалом, 1875
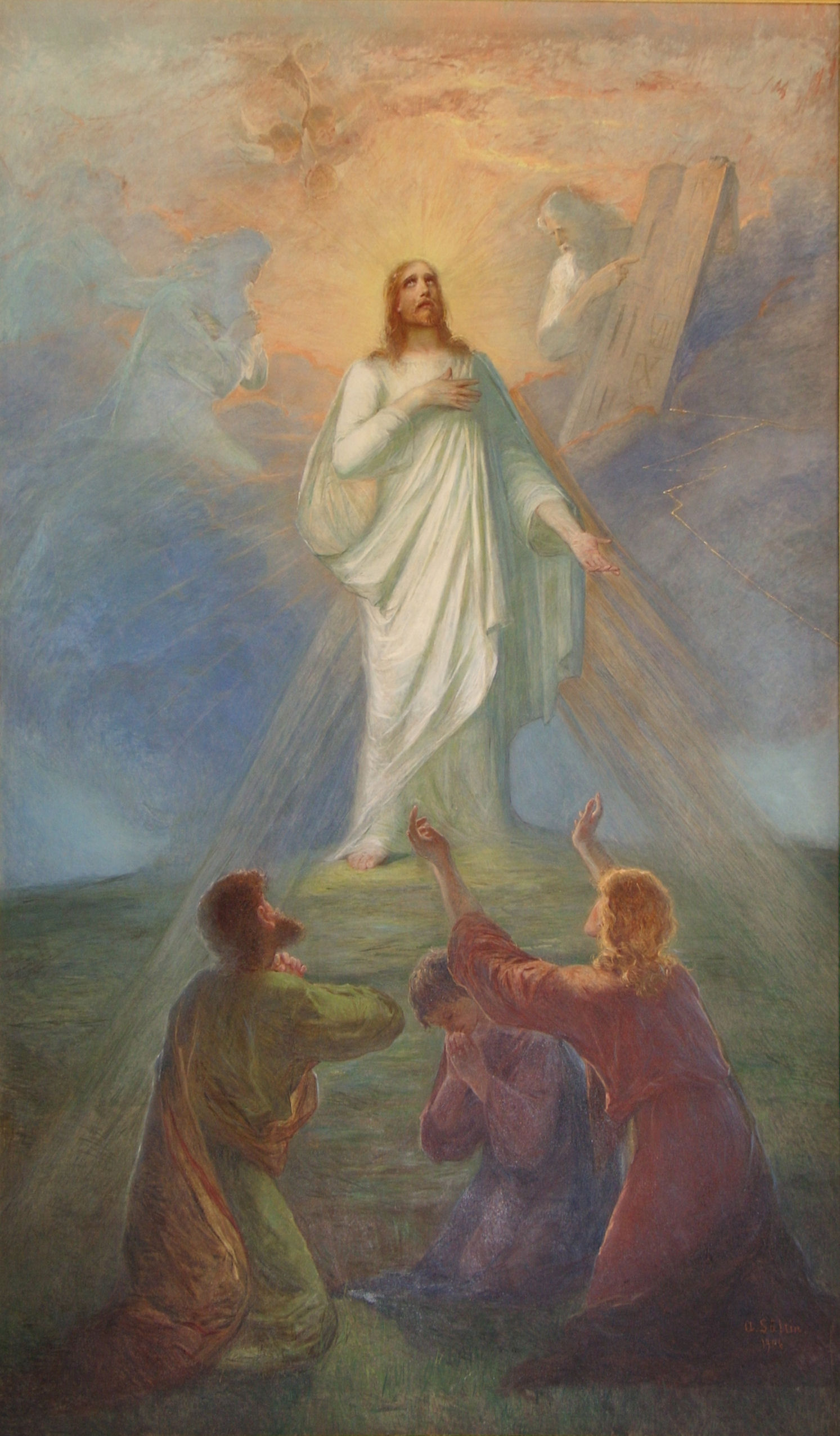
Алтарь в церкви Яласъярви, 1906
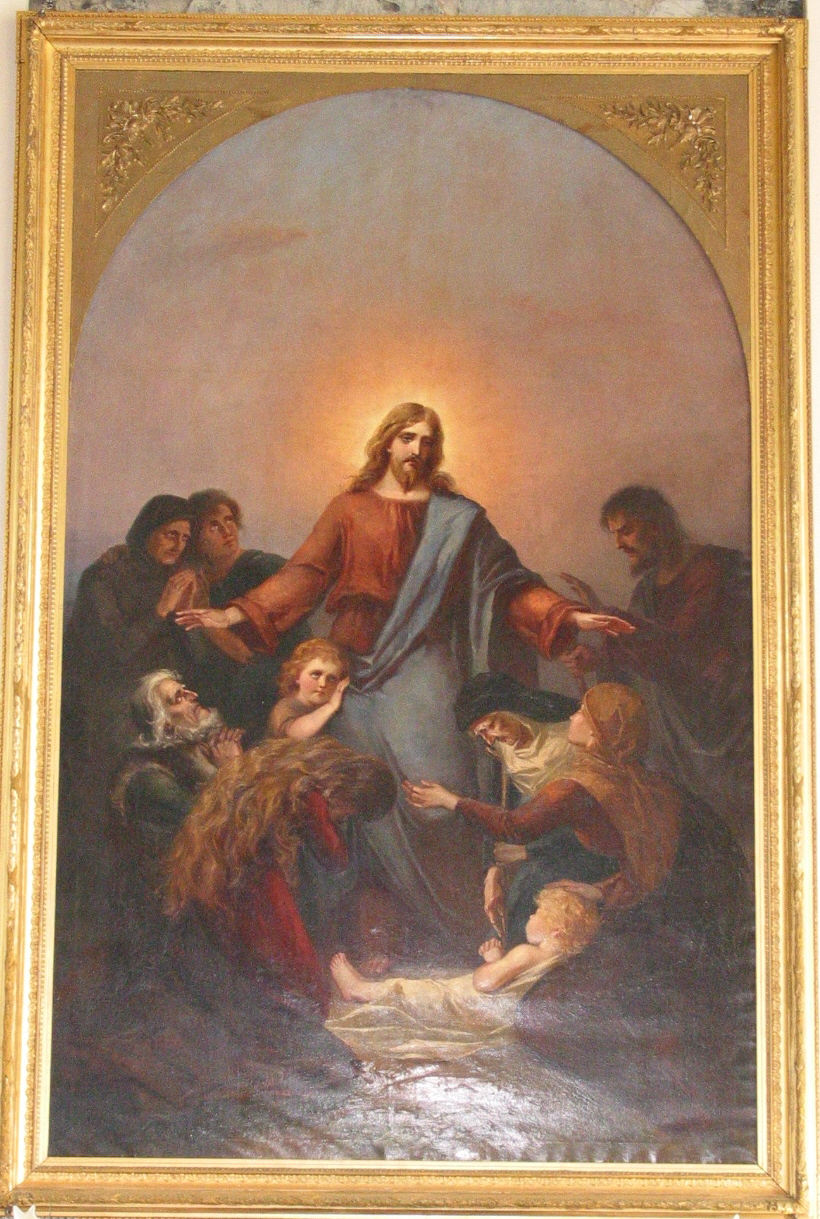
Алтарь в церкви Карьялохья